# Annie Sprinkle
Annie M. Sprinkle (ur. 23 lipca 1954 w Filadelfii) – amerykańska aktorka, scenarzystka i producentka filmów pornograficznych, striptizerka, pisarka, performerka oraz prezenterka telewizyjna. Jest także jedną z najbardziej znanych przedstawicielek feminizmu proseksualnego. W 2002 została umieszczona na dwudziestym siódmym miejscu na liście 50. największych gwiazd branży porno wszech czasów przez periodyk Adult Video News.

## Życiorys

### Wczesne lata
Urodziła się w Filadelfii w stanie Pensylwania jako najstarsza z czworga dzieci. Miała dwóch braci i jedną siostrę. Jej rodzice byli pochodzenia żydowskiego: matka była Żydówką z Rosji, a ojciec był Żydem z Polski. Jej rodzice byli naukowcami. Dorastała w rejonie Los Angeles i jako nastolatka była nieśmiałą dziewczyną. Uczęszczała do Balboa High School w Strefie Kanału Panamskiego. Mówiono o niej „ładna żydowska dziewczyna”. Zainteresowała się seksem w wieku 17. lat, gdy straciła dziewictwo. W okresie buntu dorabiała jako prostytutka.

### Kariera
W 1972 roku, w wieku 18. lat, była zatrudniona jako kasjerka w teatrze porno. Potem pracowała na różnych stanowiskach przed kamerą. Wśród urządzanych przez nią performance znalazły się m.in. Public Cervix Announcement, w którym zachęcała publiczność do obejrzenia jej narządów płciowych za pomocą narzędzi ginekologicznych oraz The Legend of the Ancient Sacred Prostitute, w którym prezentowała akt publicznej masturbacji odwołujący się do rytuałów prostytucji sakralnej.
Zadebiutowała jako aktorka w filmie Video X Pix Teenage Deviate (1975). Zagrała w ponad 200. filmach erotycznych, w tym Double Exposure Of Holly (1976) z Jamie Gillisem, Deep Inside Annie Sprinkle (1981) z Ronem Jeremy i Sonny'm Landhamem, Spitfire (1984) z Erikiem Edwardsem, Sherlick Holmes (1975) z Harrym Reemsem.
W 1986 roku ukończyła studia na wydziale fotografii nowojorskiej School of Visual Arts. Zajmowała się także pracą naukową z dziedziny ludzkiej seksualności. Po ukończeniu studiów magisterskich na wydziale humanitaryzmu i seksualności w Institute for Advanced Study of Human Sexuality w San Francisco, w 2002 roku ukończyła doktorat. Jednakże przyznany jej tytuł pochodzi od instytucji nieposiadającej akredytacji.
Jest autorką kilku książek dotyczących edukacji seksualnej. W 2002 roku zdobyła nagrodę Firecracker Alternative Book Award za Hardcore from the Heart: The Pleasures, Profits and Politics of Sex in Performance.
W 2014 roku na Sheffield International Documentary Festival była nominowana do Sheffield Green Award.
Spotykała się z reżyserem Gerardem Damiano (1972), holenderskim publicystą Willemem de Ridderem (1978-1980) i aktorem porno Ronem Jeremy (1981). W 2002 lipcu związała się z aktywistką Elizabeth M. „Beth” Stephens, którą poślubiła 14 stycznia 2007 w Kanadzie.

## Publikacje
- Annie Sprinkle: Webb, S Tattooed Women. R. Mutt Press, 1982. ISBN 978-0764315404.
- Annie Sprinkle, V. Vera: Annie Sprinkle's ABC Study of Sexual Lust and Deviations. Radio Art Publications, 1983.
- Annie Sprinkle: Bi Any Other Name: Bisexual People Speak Out. Alyson Publications. Alyson Books, 1991. ISBN 978-1555831745.
- Annie Sprinkle: Annie Sprinkle’s Post-Modern Pin-Ups: Pleasure Activist Playing Cards. Gates of Heck, 1995. ISBN 978-0963812933.
- Annie Sprinkle: Love Vibration. Kawade Shobo Shinsha, 1996.
- Annie Sprinkle: XXXOOO: Love and Kisses from Annie Sprinkle. Gates of Heck, 1997. ISBN 978-1889539003.
- John Heidenry: What Wild Ecstasy. The Rise and Fall of the Sexual Revolution. Simon and Schuster, 1997.
- Annie Sprinkle: Post-porn modernist: my 25 years as a multimedia whore. Cleis Press, 1998. ISBN 1-57344-039-6.
- Hardcore from the Heart--The Pleasures, Profits and Politics of Sex in Performance. Continuum International Publishing Group, 2001. ISBN 0-8264-4893-3.
- Annie Sprinkle: Dr. Sprinkle's Spectacular Sex--Make Over Your Love Life with One of the Worlds Greatest Sex Experts. Tarcher/PEnguin, 2005. ISBN 1-58542-412-9.
- Annie Sprinkle: Pees on Earth. House Books, 2006. ISBN 978-1576873175.
- Barbara Carrellas: Urban Tantra: Sacred Sex for the Twenty-First Century. Celestial Arts, 2006. ISBN 978-1587612909.

## Wybrana filmografia
| Rok  | Tytuł                                                                                       | Rola                | Reżyser                                                  |
| ---- | ------------------------------------------------------------------------------------------- | ------------------- | -------------------------------------------------------- |
| 1996 | I Was a Jewish Sex Worker (film dokumentalny)                                               | w roli samej siebie | Phillip B. Roth                                          |
| 1997 | Erotica: A Journey Into Female Sexuality (film dokumentalny)                                | w roli samej siebie | Maya Gallus                                              |
| 1999 | Gendernauts – Eine Reise durch die Geschlechter (film dokumentalny)                         | w roli samej siebie | Monika Treut                                             |
| 1999 | Herstory of Porn: Reel to Real (film dokumentalny)                                          | w roli samej siebie | Carol Leigh (w napisach: Scarlot Harlot), Annie Sprinkle |
| 2003 | Forbidden Photographs: The Life and Work of Charles Gatewood (film dokumentalny)            | w roli samej siebie | Bill MacDonald                                           |
| 2004 | The Naked Feminist (film dokumentalny)                                                      | w roli samej siebie | Louisa Achille                                           |
| 2004 | Hearts Cracked Open (film dokumentalny)                                                     | w roli samej siebie | Betsy Kalin                                              |
| 2005 | Głęboko w gardle (Inside Deep Throat (film dokumentalny)                                    | w roli samej siebie | Fenton Bailey, Randy Barbato                             |
| 2008 | Xaviera Hollander, the Happy Hooker: Portrait of a Sexual Revolutionary (film dokumentalny) | w roli samej siebie | Robert Dunlap                                            |
| 2011 | Mi sexualidad es una creación artística (film dokumentalny)                                 | w roli samej siebie | Lucía Egaña Rojas                                        |
| 2013 | Goodbye Gauley Mountain: An Ecosexual Love Story (film dokumentalny)                        | w roli samej siebie | Annie Sprinkle, Beth Stephens                            |
| 2013 | The Sarnos: A Life in Dirty Movies (film dokumentalny)                                      | w roli samej siebie | Wiktor Ericsson                                          |